# Josep Vilardebò i Picurena
Josep Vilardebò i Picurena, (Barcelona,11 de novembre de 1902 - data de mort desconeguda)  fou un jugador d'escacs català, tres cops campió de Catalunya d'escacs.
Era fill de Jaume Vilardebó Fortuny nascut a la Vila de Gràcia i de Joana Picurena Iglesias natural de Barcelona.
Vilardebò va ser, juntament amb d'altres destacats jugadors de l'època, soci fundador del Club d'Escacs Barcelona (fundat el 15 de setembre de 1921 com a Club de Ajedrez Barcelona), i que fou la primera entitat d'escacs d'Espanya (la seva data de fundació és anterior a la de les federacions Espanyola i Internacional). A la primera junta directiva de l'entitat, presidida per Plàcid Soler i Bordas, Vilardebò hi constava com a bibliotecari. Posteriorment, va ser jugar també a l'Escacs Comtal Club.

## Resultats destacats en competició
Va ser subcampió absolut de Catalunya el 1923, i campió de Catalunya en tres ocasions. El primer, superant Plàcid Soler, l'any 1926, (fou el primer Campió de Catalunya oficial, ja que el d'aquest any va ser el primer campionat celebrat després de la fundació de la Federació Catalana i organitzat per aquesta entitat). Va repetir triomf el 1928 (superant Àngel Ribera), i guanyà per tercer cop posteriorment, el 1935 (per sobre del Dr. Vallvé). Vilardebò va participar representant Espanya a la I Olimpíada d'escacs de Londres 1927 amb un discret resultat de 2,5 punts de 15 partides (+0, =5, -10).
El 1929 quedà en novena posició en el gran torneig internacional d'escacs que se celebrà a Barcelona entre el 24 de setembre i l'11 d'octubre, amb motiu de l'Exposició Universal. Vilardebò va fer 7 punts de 14 possibles, inclosa una victòria sobre el mestre italià Mario Monticelli. El torneig el guanyà l'exCampió del Món José Raúl Capablanca, però és especialment conegut pel fet que Savielly Tartakower, que hi quedà segon classificat, creà l'obertura catalana. El 1931 participà representant Espanya a la IV Olimpíada d'escacs a Praga, on va fer 2,5 punts de 16 possibles (+1, =3, -12). El 1932 va participar en el Campionat d'Espanya d'escacs a València, on acabà en 4a posició (el campió fou Ramón Rey Ardid). El 1946 participà en el Torneig Internacional de Barcelona, on quedà en última posició, darrere jugadors de classe mundial (el campió del torneig fou Miguel Najdorf). El mateix any va ser tercer al Campionat d'Espanya, a Santander, només per darrere dels dos millors jugadors del moment: Arturo Pomar i Antonio Medina.
Va formar part de la selecció espanyola a l'històric Matx Radiofònic entre l'Argentina i Espanya de 1946.